# Бутанский красный рис
Бутанский красный рис — рис с зерном среднего размера, выращиваемый в Королевстве Бутан в восточных Гималаях. Этот рис является основным продуктом питания бутанского народа.
Бутанский красный рис — разновидность японского. Рис полушлифованный: некоторое количество красноватой отрубной оболочки остаётся на зёрнах. Из-за этого он готовится несколько быстрее, чем нешлифованный бурый рис. В варёном виде рис бледно-розовый, мягкий и слегка липкий.
Этот рис стал доступен в Соединённых Штатах Америки в середине 1990-х годов, когда компания Lotus Foods начала его импортировать, и в настоящее время это единственный сельскохозяйственный продукт, экспортируемый из Бутана.